# Treffelstein

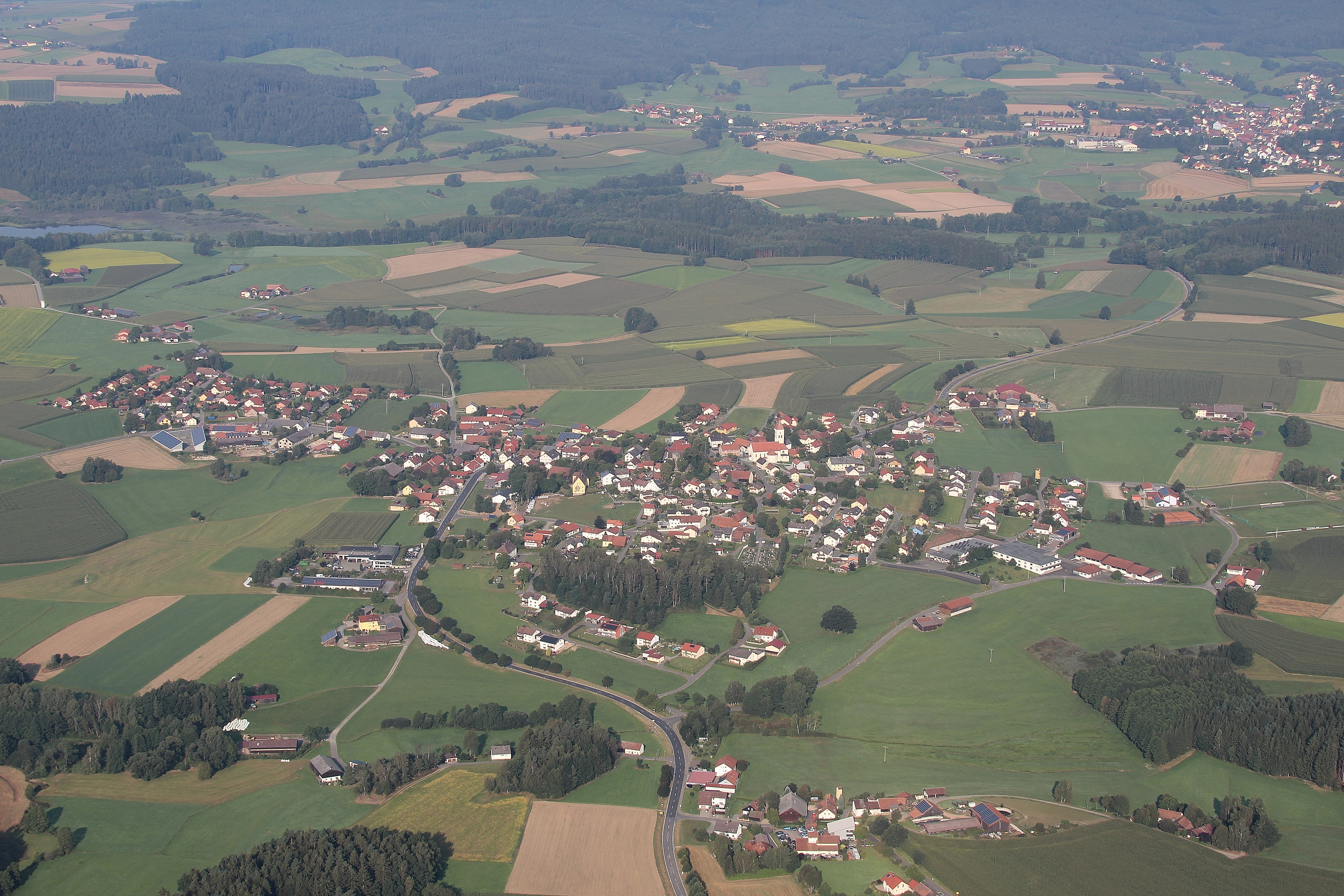
Treffelstein (2016)

Treffelstein ist eine Gemeinde im Oberpfälzer Landkreis Cham. Die Gemeinde ist Mitglied der Verwaltungsgemeinschaft Tiefenbach.

## Geografie

### Geografische Lage
Geografisch grenzt Treffelstein im Osten an die Tschechische Republik mit dem nahen Grenzübergang Höll, im Südwesten befindet sich der Silbersee und im Nordwesten die Gemeinde Tiefenbach, die mit Treffelstein eine Verwaltungsgemeinschaft bildet.

### Nachbargemeinden
Die Nachbargemeinden (im Uhrzeigersinn) sind: Tiefenbach, Nemanice, Waldmünchen, Schönthal.
| Tiefenbach 3 km  | Tiefenbach 3 km                             | Tiefenbach 3 km    |
| Tiefenbach 3 km  | Kompassrose, die auf Nachbargemeinden zeigt | Nemanice 7,5 km    |
| Schönthal 7,3 km | Waldmünchen 7,6 km                          | Waldmünchen 7,6 km |

### Gemeindegliederung
Die Gemeinde hat 16 Gemeindeteile (in Klammern ist der Siedlungstyp angegeben):
- Altenried (Weiler)
- Biberbach (Kirchdorf)
- Birkhof (Dorf)
- Braunmühle (Einöde)
- Edlmühl (Dorf)
- Fürstenhof (Einöde)
- Kleeberg (Weiler)
- Kritzenthal (Einöde)
- Lintlhammer (Einöde)
- Mausthurm (Einöde)
- Sägmühle (Einöde)
- Schladerlmühle (Einöde)
- Stratsried (Weiler)
- Treffelstein (Pfarrdorf)
- Witzelsmühle (Dorf)
- Zweifelhof (Weiler)

Außerdem gibt es die Wohnplätze Kleinsteinlohe und Steinlohe.
Es bestehen die Gemarkungen Treffelstein, Biberbach und Steinlohe. Letztere Gemarkung wird geteilt mit der Nachbargemeinde Tiefenbach.

## Geschichte

### Bis zur Gemeindegründung
In Treffelstein wird 1387 ein Eisenhammer genannt, der Mitglied in der Oberpfälzer Hammereinigung war („Herman Ödenperger mit dem hamer zu Drefelstain“).
Der Ort war Sitz der Hofmark Treffelstein. Sie war im Besitz der Rornstetter (1454 bis 1505), der Berlachingen (1585 bis Mitte des 17. Jahrhunderts), derer von Sazenhofen (1679 bis Anfang der 1730er Jahre) sowie derer von Reisach (1759 bis Anfang des 19. Jahrhunderts).

### Eingemeindungen
Im Zuge der Gebietsreform in Bayern wurde am 1. Mai 1978 die Gemeinde Biberbach eingegliedert.

### Einwohnerentwicklung
Einwohnerentwicklung in der Gemeinde unter Berücksichtigung der Eingemeindungen:
| Jahr      | 1840 | 1871 | 1900 | 1925 | 1939 | 1950 | 1961 | 1970 | 1987 | 1991 | 1995 | 2005 | 2010 | 2015 |
| Einwohner | 1249 | 1326 | 1311 | 1179 | 1183 | 1465 | 1115 | 1112 | 1023 | 1041 | 1036 | 1037 | 1011 | 971  |

Zwischen 1988 und 2018 sank die Einwohnerzahl von 1017 auf 957 um 60 Einwohner bzw. um 5,9 %.

## Religion
87 % der Einwohner sind katholisch, 5 % evangelisch. Die Katholiken gehören zur Pfarrei Erscheinung des Herrn in Treffelstein bzw. zur Expositur St. Peter und Paul in Biberbach; beide gehören zum Dekanat Cham im Bistum Regensburg. Die Evangelischen sind der Pfarrei Cham/Furth im Wald/Waldmünchen im Dekanat Cham/Sulzbach-Rosenberg/Weiden der Evangelisch-Lutherischen Kirche in Bayern zugeordnet.

## Politik

### Bürgermeister
Seit 1. Mai 2008 ist Helmut Heumann (CSU/Freie Bürger) ehrenamtlicher Erster Bürgermeister; dieser wurde am 15. März 2020 mit 69,5 % der gültigen Stimmen für weitere sechs Jahre gewählt.

### Gemeinderat
Während der Gemeinderat bis April 2020 noch zwölf ehrenamtliche Gemeinderatsmitglieder hatte, reduzierte sich die Größe des Gremiums wegen Unterschreiten der 1.000-Einwohner-Grenze zum 1. Mai 2020 auf acht Gemeinderatsmitglieder (jeweils zuzüglich Bürgermeister). Bei den Wahlen am 16. März 2014 und am 15. März 2020 ergab sich folgende Sitzverteilung im Gemeinderat:
|                                    | Sitze 2020 | Sitze 2014 |
| ---------------------------------- | ---------- | ---------- |
| CSU/Freie Bürger                   | 2          | 4          |
| Wählergruppe Eintracht             | 2          | 3          |
| Freie Wählergemeinschaft Biberbach | 2          | 3          |
| Wählergruppe Gemeinschaft          | 2          | 2          |
| Gesamt                             | 8          | 12         |

### Wappen
|                         | Blasonierung: „Über silbernem Schildfuß mit drei roten Leisten, schräggeteilt von Gold und Schwarz, oben ein grüner Zweig mit drei Blättern, unten ein fünfspeichiges silbernes Rad.“ |
| Wappenführung seit 1983 | |

## Kultur und Sehenswürdigkeiten

### Bauwerke
Wahrzeichen der Gemeinde ist der Drachenturm, der Bergfried der Burg Treffelstein, auf dem höchsten Punkt des Ortes. Dieser ist der letzte Überrest einer Burganlage, die etwa im 11. Jahrhundert erbaut wurde. Heute bildet der 15 Meter hohe Rundturm einen weiten Ausblick auf die Umgebung.
Die Kirche „Erscheinung des Herrn“ bildet den zweiten Fixpunkt der Gemeindestruktur. Diese wurde 1934 als Erweiterung unter Einbeziehung der bereits bestehenden Kirche errichtet. Bemerkenswert ist vor allem ein Ölgemälde an der linken Seite im Innenraum der Kirche, das die Verehrung des Herren nach der Geburt in Betlehem durch die drei Weisen darstellt.

### Grünflächen und Naherholung
Zwei Kilometer westlich von Treffelstein befindet sich das ausgedehnte Naherholungsgebiet des Silbersees mit Möglichkeiten zum Baden, Zelten, zum Wassersport (Windsurfen und Segeln) und zum Angeln. Es gibt einen Rundweg mit Informationstafeln und im Winter Gelegenheit zum Eislaufen und Eisstockschießen. Am Ufer und um den See herum gibt es ausgebaute Wanderwege.

### Vereine
| - DJK Treffelstein e. V. - Drachenturmverein e. V. Treffelstein - FC Treffelstein e. V. - Frauenbund Treffelstein - Freiwillige Feuerwehr Biberbach | - Freiwillige Feuerwehr Treffelstein - Kinderfreunde Treffelstein - Obst- und Gartenbauverein Treffelstein - RuKK Treffelstein e. V. - Schützenverein „Drachenfels“ Treffelstein |

## Wirtschaft und Infrastruktur
Neben dem wirtschaftlichen Leben mit Einzelhandel, Handwerk und Dienstleistungen findet man in Treffelstein auch ein touristisches Angebot. Die weit überwiegende Mehrzahl der Berufstätigen muss jedoch nach auswärts pendeln. 2017 gab es in der Gemeinde 92 sozialversicherungspflichtige Arbeitsplätze, während 377 Einwohner in einem versicherungspflichtigen Beschäftigungsverhältnis standen. Damit war die Zahl der Auspendler um 285 Personen größer als die der Einpendler. 14 Einwohner waren arbeitslos. 2016 gab es 30 landwirtschaftliche Betriebe; von der Gemeindefläche waren 1.135 Hektar landwirtschaftlich genutzt.
Die Gemeinde hat eine Kindertageseinrichtung mit 26 Plätzen und 24 betreuten Kindern (Stand 1. März 2018); eine Schule besteht nicht, alle Kinder werden auswärts unterrichtet.

## Persönlichkeiten – Söhne und Töchter
- Alfons Haseneder (1911–1983), Organist, Chorleiter, Maler, Museumsgründer, Heimatpfleger und Lehrer

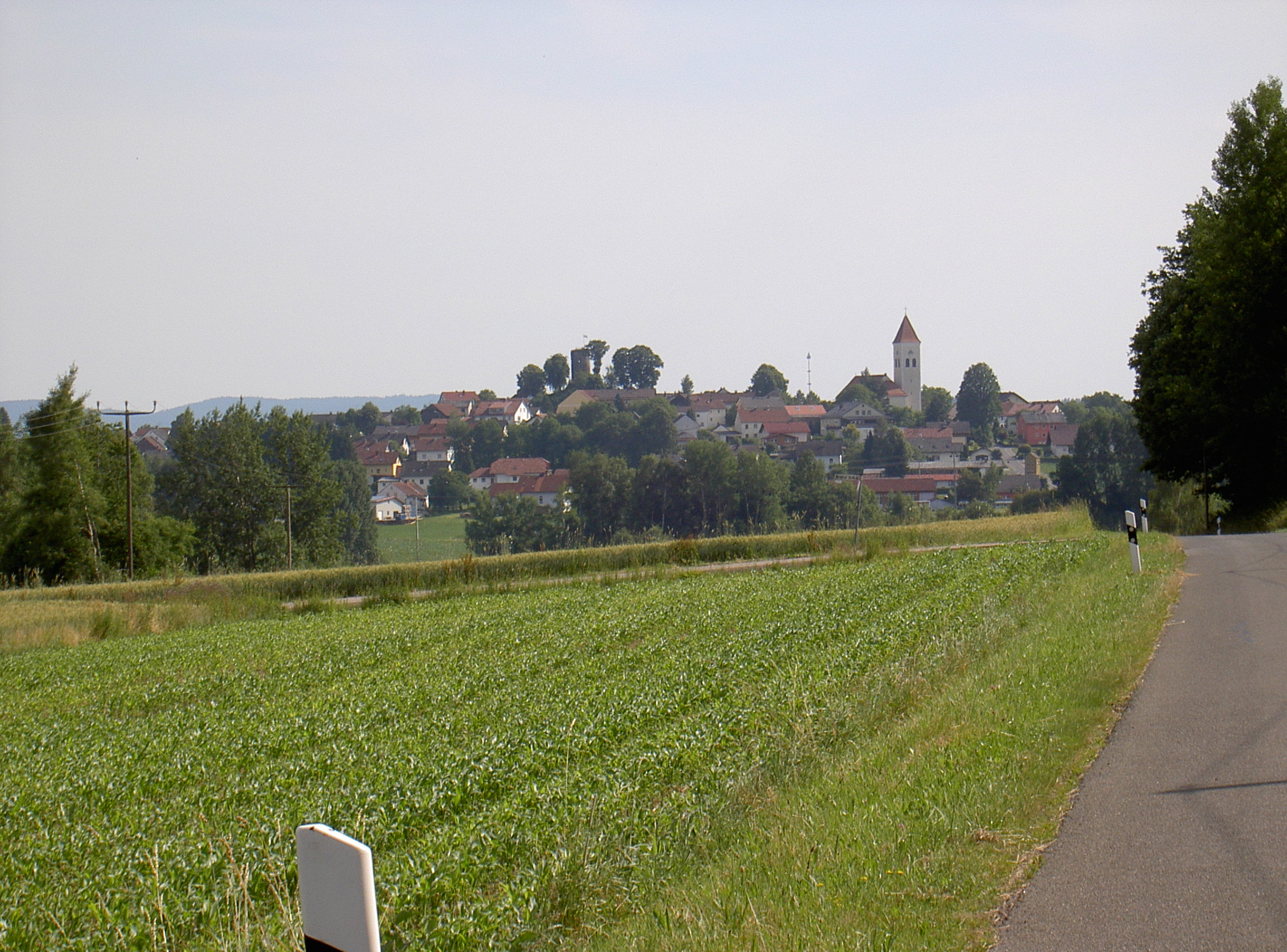
Treffelstein von Osten
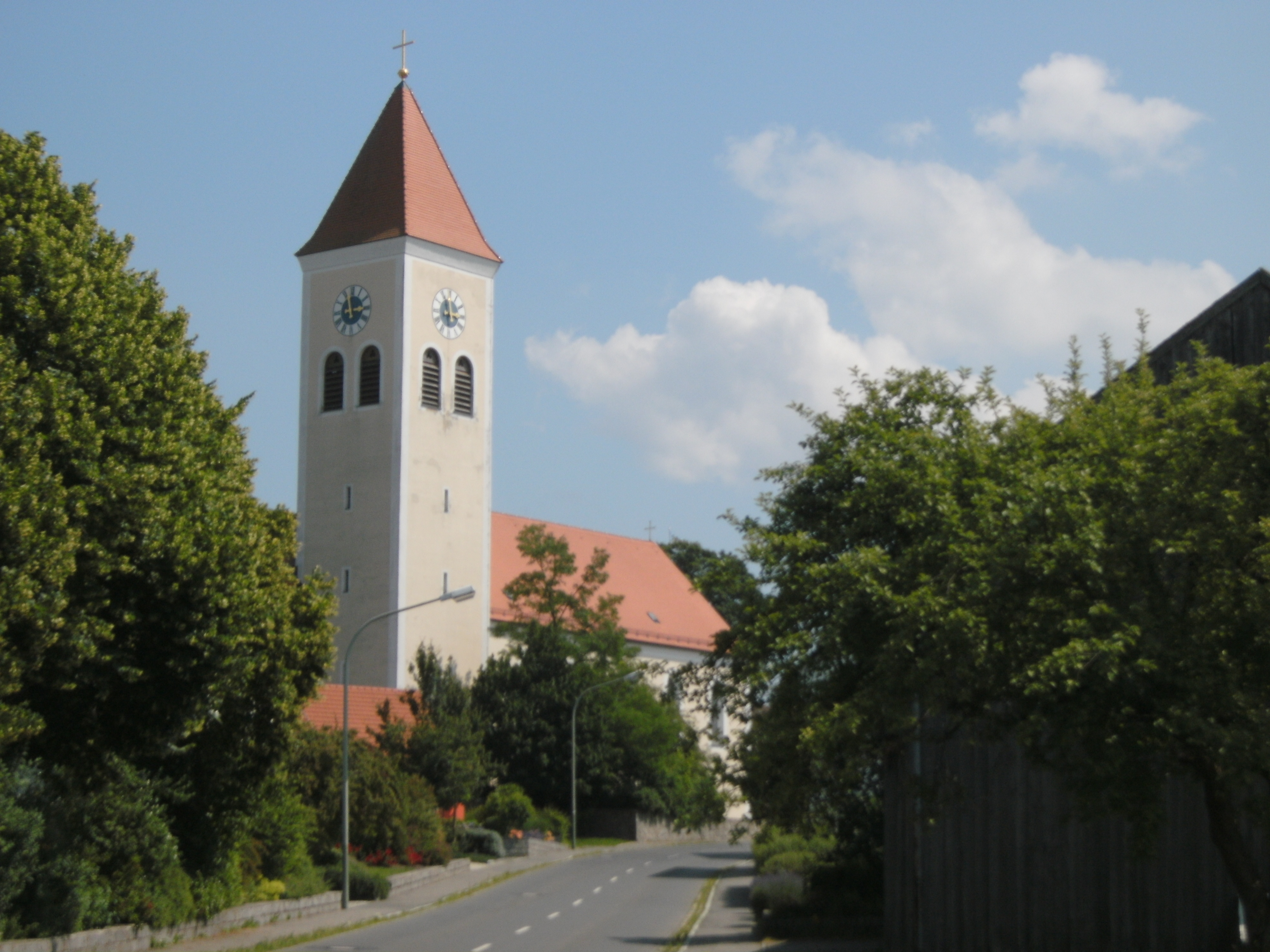
Treffelstein Kirche Erscheinung des Herren
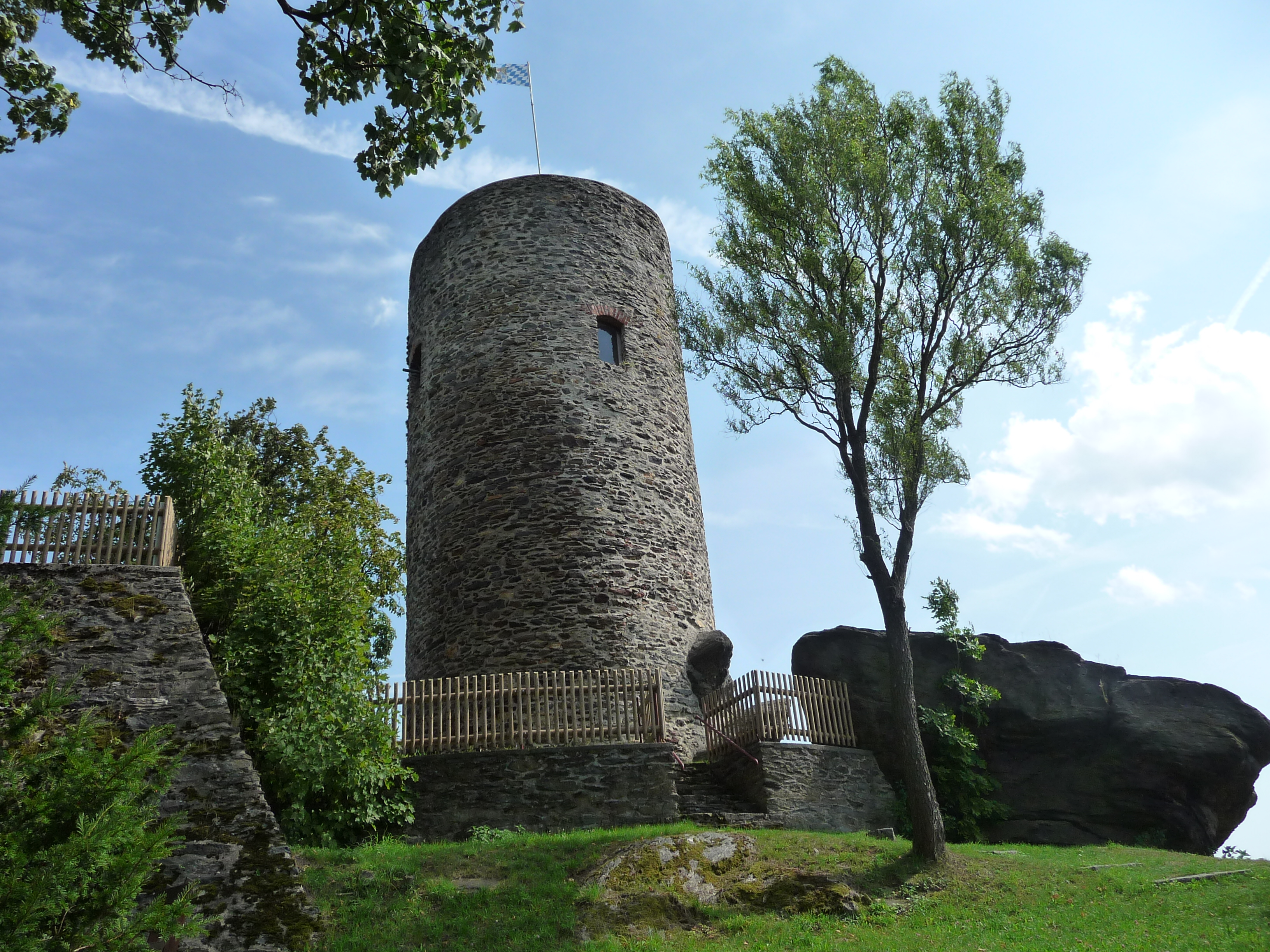
Drachenturm Treffelstein
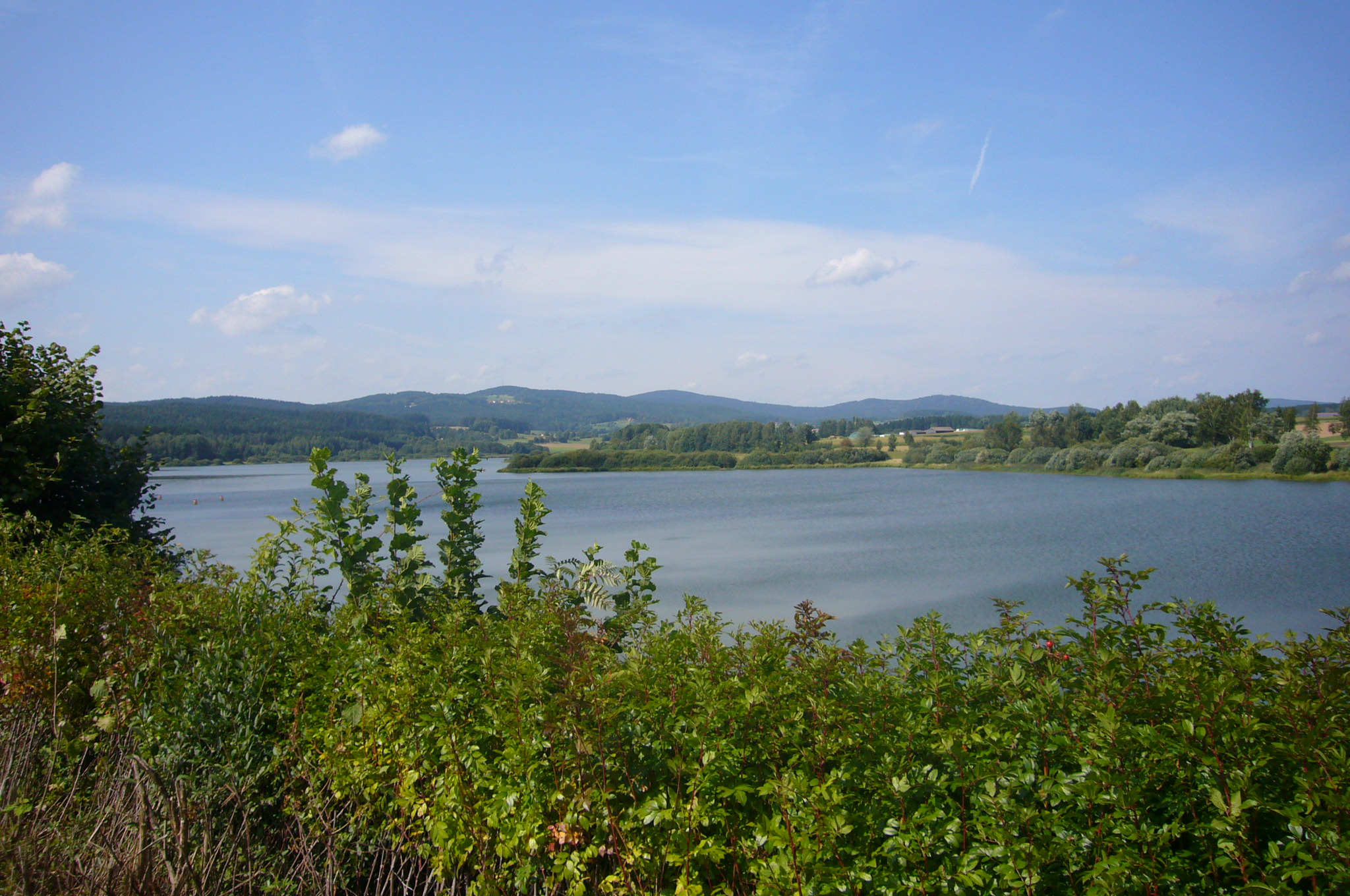
Silbersee